# A nagy Gatsby (regény)
A nagy Gatsby (The Great Gatsby) F. Scott Fitzgerald amerikai író 1925-ben megjelent regénye. Magyarra fordította Máthé Elek és Bart István.

## Ismertetése
|  | Alább a cselekmény részletei következnek! |

A regény az 1920-as évek Amerikájának felszínesen csillogó világába vezeti az olvasót. A szegény származású, pénztelen Gatsby az „amerikai álom” rabja lett. Mindenáron meg akarta hódítani szerelmét, a gazdag és elkényeztetett Daisyt. Mire Gatsby gyanús üzleti manővereken keresztül végre gazdag lett, Daisy már Tom Buchanan, egy gazdag és befolyásos férfi felesége volt. Gatsbynak pénze már volt, de társadalmi rangja nem, és később sem lett. A harcot azonban nem adta fel. A Daisyért való küzdelem a tragikusan végződő regény központi konfliktusa.
A regény csak itt kezdődik. Gatsby a New York-i Long Islanden, öböl parti kastélyában lakik és fényűző kerti mulatságokat ad. 1922 tavaszán Long Islanden bérel lakást az öböl túlsó partján lakó Daisy unokatestvére, a fiatal diplomás Nick Carraway. Az ő tárgyilagos, bár gyakran ironikus előadásában fokozatosan bomlik ki előttünk a múlt, ismerjük meg a „nagy” Gatsby élettörténetét, és játszódik le nyár végén a tragédia. Gatsby nyakába varrnak egy halálos kimenetelű gázolást, melyet pedig Daisy okozott. Az asszony cinikus gátlástalansággal lép át azon az emberen, aki fél életét arra tette föl, hogy eszményei mellett kitartson és álmát megvalósítsa: visszaszerezze régi szerelmét, Daisyt.
|  | Itt a vége a cselekmény részletezésének! |

### Értékelése
A könyv a hamis csillogás mögül feltáruló lelketlen, számító, eszmények nélküli világról ad hírt. „Ha a szépségre vágyó Gatsby az amerikai álom Don Quijotéja, az illúziótlan Tom Buchanan a profija, s nem kétséges, melyikük marad felül.” A nagy Gatsby F. Scott Fitzgerald „egyetlen, hibátlan remekműve”, a világirodalom egyik meghatározó regénye. Egyike azon könyveknek, amelyeket gyakran említenek, mint az esetleges nagy amerikai regény.

## Magyarul
- A nagy Gatsby. Regény; ford. Máthé Elek, utószó Sükösd Mihály; Szépirodalmi, Bp., 1971 (Olcsó könyvtár)
- Üzenet a dzsesszkorszakból. A nagy Gatsby és más írások; ford. B. Nagy László, Máthé Elek, Árkos Antal; Magyar Hírlap–Maecenas, Bp., 1993 (Havi klasszikusok)
- A nagy Gatsby; ford. Bart István; Európa, Bp., 2011
- A nagy Gatsby; ford. Máthé Elek; POKET Zsebkönyvek, Bp., 2019

## Feldolgozások
A nagy Gatsbynek hat filmadaptációja készült (2013-ig). Francis Ford Coppola forgatókönyve alapján készült az egyik legismertebb, két Oscar-díjat nyert feldolgozása Robert Redford és Mia Farrow főszereplésével, Jack Clayton rendezésében. A legújabb feldolgozásban (2013) pedig Leonardo DiCaprio és Carey Mulligan szerepel. Színházi darabként is rendszeresen feltűnik.